# Herb gminy Stoczek Łukowski
Herb gminy Stoczek Łukowski – symbol gminy Stoczek Łukowski.

## Wygląd i symbolika
Herb przedstawia na tarczy w polu czerwonym białego orła ze złotą koroną i czarną armatę. Jest to nawiązanie do bitwy pod Stoczkiem.